# Lupo nero

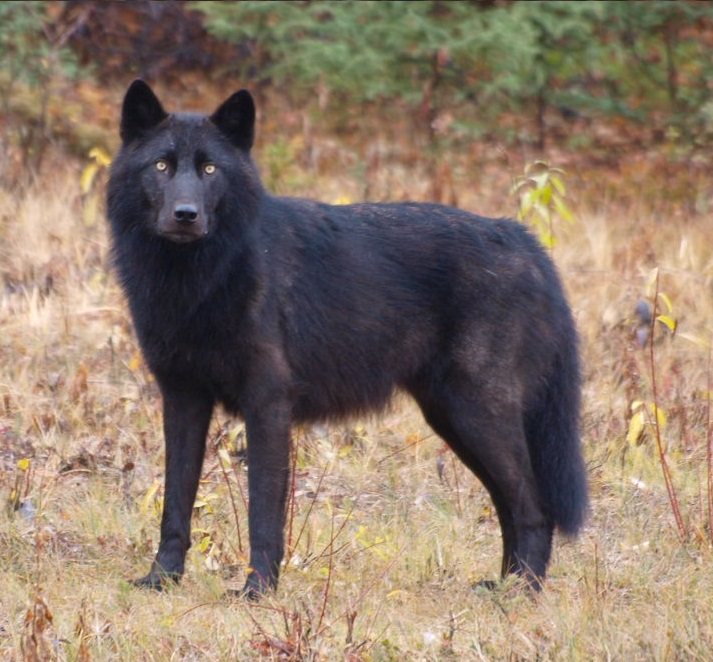
Lupo nero

Un lupo nero è una variante melanica del lupo grigio (Canis lupus). Esemplari melanici nelle altre specie di Canis sono stati segnalati in C. latrans, C. lupaster, e C. aureus.
Contrariamente ad altri mammiferi melanici, la cui condizione è dovuta a una mutazione del GPCR MC1R, nei lupi neri deriva da una mutazione dell'allele Kb. Sebbene questa mutazione sia rara nei lupi in Eurasia, è comune nelle zone boscose del nordamerica .